# Liste der Bischöfe von Albano
Die folgenden Personen waren Bischöfe und Kardinalbischöfe des Bistums Albano (Italien):

## Kardinalbischöfe von Albano
- Ursinus 395 (?)
- Romanus 465
- Athanasius 487
- Chrysogonus 495
- Homobonus 592
- Epiphanius 649
- Juvenal 680
- vakant
- Andreas 721–vor 743
- Tiberius (743)
- Leo 761
- Eustasius 761–769
- Konstantin I. 772–vor 826 (auch Kardinalbischof von Palestrina 826–?)
- Benedikt 826–vor 844
- vakant
- Petronacio 853–ca. 867
- Paul 869-vor 898
- Peter I. 898–?
- vakant 900–964
- Gregor II. 964–985, † 991 (auch Kardinalbischof von Ostia 964–969, Porto 985–991)
- vakant 985–995
- Theobald I. 995
- Johannes I. 995–1001[1]
- vakant 1001–1004
- Pietro 1004–1009
- Theobald II. 1015–1044[1][2]
- Bonifatius (vor 1054–1072)[3][4]
- Pietro II. Igneo 1072–1089[5][4]
  - Theodericus (vor 1098 bis 1100)[6][4]
- Gualterio I. (Walter) 1091–1100[7][4]
- Richard I. von Metz 1101–1115[8][9]
- Vitale I. 1116–1126[10]
- Matthäus I., OSB 1126–1135[11][12]
- Albert 1136–1141[13][14]
- Hugo 1143[15][14]
- Pietro III. 1143–1145[16][17]
- Nicholas I. Breakespere 1149–1154, † 1159[18]
- Walter II. 1158–1178[19][17]
  - Johannes von Struma 1163–1168[17]
- Henri de Marcy OCist 1179–1189[17][20]
- Albino 1189–1196[21]
- Giovanni II. 1199–1210/11[22]
- Gerardo de Sessa, OCist 1211[23]
- Pelagio Galvani 1213–1230[24]
- vakant 1230–1244
- Pierre IV. de Colle Medio 1244–1253
- vakant 1253–1261
- Raoul de Grosparmy 1261–1270
- vakant 1270–1272
- Johannes Bonaventura 1273–1274
- vakant 1274–1278
- Buntuvenga de Bentivenghi, OFM 1278–1289
- vakant 1289–1294
- Bérard de Goth 1294–1297
- Gonzalo Gudiel 1298–1299
- Leonardo Patrasso 1300–1311
- Pictavio Arnoldo 1312–1320
- Vital II. du Four 1321–1327
- Gocelin de Eause 1327–1348
- Élie Talleyrand de Périgord 1348–1364 (Haus Périgord)
- Pierre V. Itier 1364–1367
- Anglic Grimoard 1367–1388
- Niccolò Brancaccio 1388–1412
- Giordano Orsini 1412–1431, † 1438 (auch Kardinalbischof von Sabina 1431–1438)
- Pierre VI. de Foix 1431–1464
- Ludovico I. Scarampi 1465
- Latino Orsini 1465–1468, † 1477 (auch Kardinalbischof von Frascati 1468–1477)
- Filippo Calandrini 1468–1471, † 1476 (auch Kardinalbischof von Porto 1471–1476)
- Rodrigo Borgia 1471–1476, † 1503 (auch Kardinalbischof von Porto 1476–1492)
- Oliviero Carafa 1476–1483, † 1511 (auch Kardinalbischof von Sabina 1483–1503, Ostia 1503–1511)
- Jean IV. Balue 1483–1491 (auch Kardinalbischof von Palestrina 1491)
- Giovanni V. Micheli 1491, † 1503 (auch Kardinalbischof von Palestrina 1491–1492, Porto 1492–1503)
- Jorge da Costa 1491–1501, † 1508 (auch Kardinalbischof von Frascati 1501–1503, Porto 1503–1508)
- Lorenzo I. Cybo di Mari 1501–1503, † 1503 (auch Kardinalbischof von Palestrina 1503)
- Raffaele Galeotti Riario 1503–1507, † 1511 (auch Kardinalbischof von Sabina 1507–1508, Porto 1508–1511)
- Bernardino López de Carvajal 1507
- Guillaume Briconet 1507–1508, † 1516 (auch Kardinalbischof von Frascati 1509–1510, Palestrina 1509–1511)
- Domenico Grimani 1508–1509, † 1523 (auch Kardinalbischof von Frascati 1510–1511, 1518, Porto 1511–1523)
- Philipp von Luxemburg 1509–1511, † 1519 (auch Kardinalbischof von Frascati 1511–1518, 1518–1519)
- Giacomo I. Serra 1511–1516
- Francesco I. Soderini 1516–1517, † 1524 (auch Kardinalbischof von Palestrina 1516–1523, Porto 1523, Ostia und Valletri 1523–1524)
- Francesco II. Remolini 1517–1518
- Nicola III. Fieschi 1518–1521, † 1524 (auch Kardinalbischof von Sabina 1521–1523, Porto 1523–1524, Ostia und Velletri 1524)
- Antonio Maria I. Ciocchi del Monte 1521–1523, † 1524 (auch Kardinalbischof von Palestrina 1523–1524, Sabina 1524)
- Pietro VII. Accolti 1523–1524, † 1532 (auch Kardinalbischof von Palestrina 1524, Sabina 1524–1532)
- Marco Cornaro 1524 (auch Kardinalbischof von Palestrina 1524)
- Lorenzo II. Pucci 1524, † 1531 (auch Kardinalbischof von Palestrina 1524–1531)
- Giovanni VI. Piccolomini 1524–1531, † 1537 (auch Kardinalbischof von Palestrina 1531–1533, Porto 1533–1535, Ostia und Velletri 1535–1537)
- Giovanni Domenico De Cupis 1531–1533, † 1553 (auch Kardinalbischof von Sabina 1533–1535, Ostia und Velletri 1537–1553)
- Andrea I. della Valle 1533, † 1534 (auch Kardinalbischof von Palestrina 1533–1534)
- Bonifacio Ferrero 1533–1534, † 1543 (auch Kardinalbischof von Palestrina 1534–1535, Sabina 1535–1537, Porto 1537–1543)
- Lorenzo III. Campeggio 1534–1535, † 1539 (auch Kardinalbischof von Palestrina 1535–1537, Sabina 1537–1539)
- Matthäus II. Lang von Wellenburg 1535–1540
- Francesco Cornaro 1541–1542
- Antonio I. Pucci 1542–1543, † 1544 (auch Kardinalbischof von Sabina 1543–1544)
- Giovanni VII. Salviati 1543–1544, † 1553 (auch Kardinalbischof von Sabina 1544–1546, Porto 1546–1553)
- Giovanni Pietro Caraffa 1544–1546, † 1559 (auch Kardinalbischof von Sabina 1546–1550, Frascati 1550–1553, Porto 1553, Ostia und Velletri 1553–1555)
- Ennio Filonardi 1546–1549
- Rodolfo Pio da Carpi 1550, † 1564 (auch Kardinalbischof von Frascati 1553–1555, Porto-Santa Rufina 1555–1562, Ostia und Velletri 1562–1564)
- Jean VIII. de Bellay 1550–1553, † 1560 (auch Kardinalbischof von Frascati 1553, Porto 1553–1555, Ostia und Velletri 1555–1560)
- Juan IX. Alvarez de Toledo 1553–1555, † 1557 (auch Kardinalbischof von Frascati 1555–1557)
- Francesco III. Pisani 1555–1557, † 1570 (auch Kardinalbischof von Frascati 1557–1562, Porto 1562–1564, Ostia und Velletri 1564–1570)
- Pedro VIII. Pacheco 1557–1560
- Giovanni Girolamo Morone 1560–1561, † 1580 (auch Kardinalbischof von Sabina 1561–1562, Frascati 1562, 1564–1565, Palestrina 1562–1564, Porto 1565–1570, Ostia und Velletri 1570–1580)
- Cristoforo Madruzzo 1561–1562, † 1578 (auch Kardinalbischof von Sabina 1562–1564, Palestrina 1564–1570, Porto 1570–1578)
- Otto II. Truchsess von Waldburg 1562–1570, † 1573 (auch Kardinalbischof von Sabina 1570 und Palestrina 1570–1573)
- Giulio della Rovere 1570, † 1578 (auch Kardinalbischof von Sabina 1570–1573, Palestrina 1573–1578)
- Giovanni X. Ricci Poliziano 1570–1573, † 1574 (auch Kardinalbischof von Sabina 1573–1574)
- Scipione Rebiba 1573, † 1577 (auch Kardinalbischof von Sabina 1574)
- Fulvio Giulio della Corgna 1574–1580, † 1583 (auch Kardinalbischof von Porto 1580–1583)
- Giovanni Francesco I. Gambara 1580–1583, † 1587 (auch Kardinalbischof von Palestrina 1583–1587)
- Alfonso Gesualdo 1583–1587, † 1603 (auch Kardinalbischof von Frascati 1587–1589, Porto 1589–1591, Ostia und Velletri 1591–1603)
- Tolomeo Gallio 1587–1589, † 1607 (auch Kardinalbischof von Sabina 1589–1591, Frascati 1591–1600, Porto 1600–1603, Ostia und Velletri 1603–1607)
- Prospero Santacroce 1589
- Gabriele Paleotti 1589–1591, † 1597 (auch Kardinalbischof von Sabina 1591–1597)
- Michele I. Bonelli 1591–1598
- Girolamo I. Rusticucci 1598–1600, † 1603 (auch Kardinalbischof von Sabina 1600–1603, Porto 1603)
- Pedro IX. de Deza 1600
- Girolamo II. Simoncelli 1600, † 1603 (auch Kardinalbischof von Frascati 1600–1603)
- Alessandro Ottaviano de’ Medici 1600–1602, † 1605 (auch Kardinalbischof von Palestrina 1602–1605)
- Simeone Tagliavia d’Aragona 1602–1603, † 1604 (auch Kardinalbischof von Sabina 1603–1604)
- Domenico Pinelli 1603, † 1611 (auch Kardinalbischof von Frascati 1603–1605, Porto 1605–1607, Ostia und Velletri 1607–1611)
- Girolamo III. Bernieri 1603–1607, † 1611 (auch Kardinalbischof von Porto 1607–1611)
- Antonio Maria II. Sauli 1607–1611, † 1623 (auch Kardinalbischof von Sabina 1611–1615, Porto 1615–1620, Ostia und Velletri 1620–1623)
- Paolo Emilio Sfondrato 1611–1618
- Francesco IV. Sforza di Santa Fiora 1618–1620, † 1624 (auch Kardinalbischof von Frascati 1620–1623)
- Alessandro Damasceni Peretti de Montalto 1620–1623
- Giovanni Battista I. Deti 1623–1626, † 1630 (auch Kardinalbischof von Frascati 1626, Porto 1626–1629, Ostia und Velletri 1629–1630)
- Andrea II. Baroni Peretti Montalto 1626–1627, † 1629 (auch Kardinalbischof von Palestrina 1624–1626, Frascati 1627–1629)
- Carlo Emmanuele Pio di Savoia 1627–1630, † 1641 (auch Kardinalbischof von Porto 1630–1639, Ostia und Velletri 1639–1641)
- Gaspar de Borja y Velasco 1630–1645
- Bernardino Spada 1646–1652, † 1661 (auch Kardinalbischof von Frascati 1652, Sabina 1652–1655, Palestrina 1655–1661)
- Federico Cornaro 1652–1653
- Marzio Ginetti 1653–1663, † 1671 (auch Kardinalbischof von Sabina 1663–1666, Porto 1666–1671)
- Giovanni Battista II. Pallotta 1663–1666, † 1668 (auch Kardinalbischof von Frascati 1666–1668)
- Ulderico Carpegna 1666–1671, † 1679 (auch Kardinalbischof von Frascati 1671–1675, Porto 1675–1679)
- Virginio Orsini 1671–1675, † 1676 (auch Kardinalbischof von Frascati 1675–1676)
- Girolamo IV. Grimaldi 1675–1685
- Flavio Chigi 1686–1689, † 1693 (auch Kardinalbischof von Porto 1689–1693)
- Emmanuel Théodose de la Tour d’Auvergne 1689–1698, † 1715 (auch Kardinalbischof von Porto 1698–1700, Ostia und Velletri 1700–1715)
- César d’Estrées 1698–1714
- Ferdinando D’Adda 1715–1719
- Fabrizio I. Paolucci 1719–1724, † 1726 (auch Kardinalbischof von Ostia und Velletri 1725–1726)
- Giacomo II. Buoncompagni 1724–1731
- Ludovico II. Pico della Mirandola 1731–1740, † 1743 (auch Kardinalbischof von Porto 1740–1743)
- Pietro Luigi Carafa 1740–1751, † 1755 (auch Kardinalbischof von Porto 1751–1753, Ostia und Velletri 1753–1755)
- Giovanni Battista III. Spinola 1751–1752
- Francesco V. Borghese 1752–1759
- Carlo Alberto Guidobono Cavalchini 1759–1763, † 1774 (auch Kardinalbischof von Ostia und Velletri 1763–1774)
- Fabrizio II. Serbelloni 1763–1774, † 1775 (auch Kardinalbischof von Ostia und Velletri 1774–1775)
- François-Joachim de Pierre de Bernis 1774–1794
- Luigi Valenti Gonzaga 1795–1807, † 1808 (auch Kardinalbischof von Porto 1807–1808)
- Antonio II. Dugnani 1807–1816
- Michele II. Di Pietro 1816–1820, † 1821 (auch Kardinalbischof von Porto 1820–1821)
- Pietro Francesco Galleffi 1820–1830, † 1839 (auch Kardinalbischof von Porto 1830–1839)
- Giovanni Francesco II. Falzacappa 1830–1839, † 1840 (auch Kardinalbischof von Porto 1839–1840)
- Giacomo III. Giustiani 1839–1843
- Pietro X. Ostini 1843–1849
- Costantino II. Patrizi Naro 1849–1860, † 1876 (auch Kardinalbischof von Porto 1860–1871, Ostia und Velletri 1870–1876)
- Lodovico III. Altieri 1860–1867
- Camillo Di Pietro 1867–1877, † 1884 (auch Kardinalbischof von Porto 1877–1878, Ostia und Velletri 1878–1884)
- Carlo Luigi Morichini 1877–1879
- Gustav Adolf zu Hohenlohe-Schillingsfürst 1879–1883, † 1896
- Raffaele Monaco La Valletta 1883–1889, † 1896 (auch Kardinalbischof von Ostia und Velletri 1889–1896)
- Lucido Maria Parocchi 1889–1896, † 1903 (auch Kardinalbischof von Porto 1896–1903)
- Isidoro Verga 1896–1899
- Antonio III. Agliardi 1899–1915
- Gennaro Granito Pignatelli di Belmonte 1915–1948 (auch Kardinalbischof von Ostia 1933–1948)
- Giuseppe Pizzardo 1948–1970
- Grégoire-Pierre Agagianian 1970–1971
- Luigi IV. Traglia 1972–1977 (auch Kardinalbischof von Ostia 1974–1977)
- Francesco VI. Carpino 1978–1993
- Angelo Sodano 1994–2022
- Robert Prevost 2025 (danach Papst Leo XIV.)
- Luis Antonio Tagle seit 2025[25]

## Diözesanbischöfe von Albano
Papst Johannes XXIII. beschloss 1962 in Suburbicariis sedibus, dass die Kardinalbischöfe zwar weiterhin Titelinhaber der suburbikarischen Bistümer sein sollen, jedoch ohne die pastoralen Verpflichtungen, die pleno jure einem Diözesanbischof übertragen wurden.
- Raffaele Macario 1966–1977
- Gaetano Bonicelli 1977–1981
- Dante Bernini 1981–1999
- Agostino Vallini 1999–2004
- Marcello Semeraro 2004–2020
- Vincenzo Viva seit 2021